# Carlon Jeffery
Carlon Jeffery (Houston, 10 de julho de 1993) é um ator e cantor estadunidense, mais conhecido por seu papel como Cameron Parks na série de televisão Programa de Talentos.   

## Vida e carreira
Jeffery nasceu em Houston, Texas e atua desde oito anos de idade. Ele cresceu em Cincinnati, Ohio, em numerosos locais da comunidade. Ele e sua família se mudaram para Los Angeles, Califórnia em 2005, e então seguiu pela carreira de ator e cantor.
No próximo ano, ele conseguiu seu primeiro papel de atuação notável no filme It's Always Sunny in Philadelphia. Em 2007, ele ele apareceu em 3 episódios da série norte-america Heroes. Seus outros créditos de televisão incluem Bones e Trust me.
Ele co-estrelou como Cameron Parks no seriado da Disney Channel Programa de Talentos, que estreou em 2011. Ele deixou o programa após a segunda temporada e Aedin Mincks entrou para o elenco principal.
Na música, Jeffery também é um rapper, realizando sob o pseudônimo de Lil' C-Note. Ele tem uma irmã gêmea, Carla Jeffery, atriz.

## Filmografia
| Cinema      | Cinema                               | Cinema              | Cinema                                                                                |
| Ano         | Título                               | Papel               | Notas                                                                                 |
| ----------- | ------------------------------------ | ------------------- | ------------------------------------------------------------------------------------- |
| 2007        | Eye See Me                           | Young K C (12 anos) | Filme independente                                                                    |
| 2008        | After School                         | Row Row             | Filme independente                                                                    |
| 2008        | The Strange Thing About the Johnsons | Young Isaiah        | Curta-metragem                                                                        |
| Televisão   |                                      |                     |                                                                                       |
| Ano         | Título                               | Papel               | Notas                                                                                 |
| 2006        | It's Always Sunny in Philadelphia    | Chris               | Episódio: "The Gang Gives Back"                                                       |
| 2007        | Heroes                               | Damon Dawson        | Episódios: "The Kindness of Strangers", "Four Months Ago..." & "Truth & Consequences" |
| 2009        | Bones                                | Ezra the Elf        | Episódio: "The Princess and the Pear"                                                 |
| 2009        | Trust Me                             | Desconhecido        | Episódio: "The More Things Change"                                                    |
| 2011 - 2013 | Programa de Talentos                 | Cameron Parks       | Papel principal (1ª e 2ª temporadas); Série original do Disney Channel                |
| 2013        | Programa de Talentos                 | Cameron Parks       | Episódio: Feature presANTation,Episódio especial para ele                             |
| 2014        | Cloud 9:Desafio Final                | Dink                | Papel Principal                                                                       |
| 2014        | Os Guerreiros Wasabi                 | Matt                | Convidado Especial                                                                    |
| Música      |                                      |                     |                                                                                       |
| Ano         | Título                               | Papel               | Notas                                                                                 |
| 2011        | Dynamite                             | Cameron Parks       | Papel de clipe                                                                        |

## Discografia

### Álbuns/trilhas sonoras
- A.N.T. Farm (trilha sonora) (2 músicas: Pose, Summertime)